# Vuelo 366 de Aeroflot
El Vuelo 366 de Aeroflot, también conocido como el Milagro del Nevá, fue un amerizaje en el agua realizado por un Túpolev Tu-124 de la aerolínea estatal soviética Aeroflot (división de Moscú). El avión despegó del aeropuerto de Tallin-Ülemiste (TLL) a las 08:55 del 21 de agosto de 1963 con 45 pasajeros y 7 tripulantes a bordo. El avión (matriculado СССР-45021) fue construido en 1962 y estaba previsto que volara a Moscú-Vnukovo (VKO) bajo el mando del capitán Víctor Mostovoy, de 27 años. Después del despegue, el tren de morro no se retrajo.  El control de tráfico aéreo desvió el vuelo a Leningrado (LED) debido a la niebla en Tallin. 

## Aeronave
El Túpolev Tu-124 (matrícula CCCP-45021, serie 07-01) fue producido por KSAMC (Kharkiv State Aircraft Manufacturing Company) en marzo de 1962. El 18 de abril del mismo año fue transferido al Departamento de Aviación Civil de Vnúkovo de Aeroflot. Equipado con dos motores Soloviev D-20P del Complejo de Construcción de Motores de Perm.

### Después del accidente
Se tomó la decisión de retirar el avión debido a los daños sufridos.Tras su reparación, la aeronave con matrícula CCCP-45021 fue enviada desmontada a la Escuela de Aviación de Kirsánov (Kirsánovskoye ATU GVF, desde el 15 de septiembre de 1964 — Kirsánovskoye ATU GA en la óblast de Tambov), donde sirvió como simulador de vuelo para los cadetes de la academia.En 1970, el avión fue desmantelado y reciclado como chatarra.

## Tripulación
- Piloto — Víktor Yákovlevich Mostovói, de 30 años.
- Copiloto — Vasili Grigórievich Chechéniev.
- Navegante — Víktor Tsarióv.
- Ingeniero de vuelo — Víktor Smírnov.
- Operador de radio — Iván Beremín.
- Auxiliares de vuelo — Alexandra Mijáilovna Aleksándrova y Víktor Járchenko.[6]

## Vuelo
A las 10:00 (hora local), el vuelo 366 comenzó a dar vueltas en círculos sobre la ciudad a 450m (1.500 pies) para utilizar combustible, reducir el peso y disminuir el riesgo de incendio en caso de accidente. Los servicios de tierra del aeropuerto de Pulkovo (LED) estaban preparando la pista de para el aterrizaje. Cada vuelta alrededor de la ciudad le llevó al avión aproximadamente 15 minutos. Durante este tiempo, la tripulación intentó forzar el tren de aterrizaje delantero para que se bloqueara en la posición completamente extendida empujándolo con un palo sacado del armario de ropa.
En el octavo y último giro, a 20 km (12 mi) del aeropuerto, el motor n.º 1 se apagó debido a la falta de combustible. El motor restante dejó de funcionar poco después, con el avión sobre el centro de la ciudad, volando hacia el este sobre la Catedral de San Isaac y el Almirantazgo. Tras la pérdida de potencia, la tripulación de vuelo aterrizó el avión en el Río Nevá de 300 metros (1000 pies) de ancho.
Testigos presenciales vieron al vuelo 366 volando sobre el río. Inmediatamente después de un giro, el avión se deslizó sobre las altas estructuras de acero del puente Bolsheokhtinsky con aproximadamente 30 m (100 pies) de espacio libre. El Tu-124 voló sobre el Puente Alejandro Nevski - en construcción en ese momento - y casi lo rozó. El piloto logró aterrizar el avión en el río, muy cerca de un remolcador de vapor construido en 1898.
El avión comenzó a llenarse de agua. El capitán del remolcador vio que el avión estaba en peligro y fue a ayudarlo. Él y su tripulación rompieron el parabrisas del avión para atar un cable al volante de control de la cabina y procedieron a remolcar la aeronave hasta la orilla del río. Durante el remolque, todos los pasajeros permanecieron a bordo. Luego, los pasajeros y la tripulación evacuaron la cabina a través de una escotilla de acceso en el techo del avión.
Más tarde, un vaporizador especial con desagüe comenzó a bombear agua fuera del avión. Sin embargo, el agua continuó saliendo de los agujeros del fuselaje y en la mañana del 22 de agosto, el CCCP-45021 se había hundido. El 23 de agosto se colocaron pontones debajo del avión y fue remolcado hasta el territorio del actual complejo Lenexpo hasta el canal Shkipersky, donde tenía su base la unidad militar.

## Secuelas
Inicialmente, la comisión que investigó las causas del accidente responsabilizó a la tripulación, pero posteriormente se retiraron los cargos contra los pilotos. La viuda del comandante, Víktor Mostovói, declaró en una entrevista con el periódico «Izvestia» que tanto él como sus colegas fueron propuestos para recibir condecoraciones (La Orden de la Estrella Roja), pero finalmente el decreto de premiación no fue firmado.
El comandante Víktor Mostovói y el navegante Víktor Tsarióv recibieron apartamentos de dos habitaciones por orden de la dirección de «Aeroflot».Según algunas fuentes, Mostovói, tras un intento fallido de continuar su formación en la Academia de Aviación Civil, se trasladó al destacamento de aviación de Krasnodar. El capitán del remolcador, Yuri VíktorovichPorshin, fue galardonado con un diploma honorífico y un reloj.
Víktor Mostovói trabajó hasta 1978 en el 200.º destacamento de aviación y, posteriormente, hasta 1988, como jefe de turno en el Aeropuerto de Vnúkovo. Se retiró después de sufrir un infarto. En 1989 emigró con su familia a Israel, donde falleció en Kiryat Gat en 1997 a los 64 años. En sus últimos años trabajó en una fábrica.
El segundo piloto, Vasili Chechéniev, fue ascendido a comandante de tripulación tras el accidente y más tarde a comandante-instructor. Falleció en 2002.
35 años después (en 1998), los sobrevivientes del amerizaje del Tu-124 en el Río Nevá participaron en el programa de televisión «Как это было» (Cómo fue), emitido en febrero de 1999.
En un artículo de prensa se afirmó que Vasili Chechéniev admitió en algún momento que la "fijación" de la tripulación por reparar el tren de aterrizaje mientras sobrevolaban la ciudad los llevó a no percatarse de que el combustible se había agotado completamente.Sin embargo, en el mismo artículo se mencionó que la comisión de investigación determinó que los indicadores de combustible mostraban un remanente de 1300 kg de carburante.
Además, la versión de que Chechéniev afirmó que el combustible se agotó por completo contradice su propia declaración en el programa «Как это было (Cómo fue)», donde señaló como posible causa del accidente una deficiencia en el sistema de combustible. Según él, a pesar de que los indicadores marcaban la presencia de combustible en los tanques, el flujo de carburante se interrumpió cuando el avión se inclinó.